# 多尔诺瓦夫人

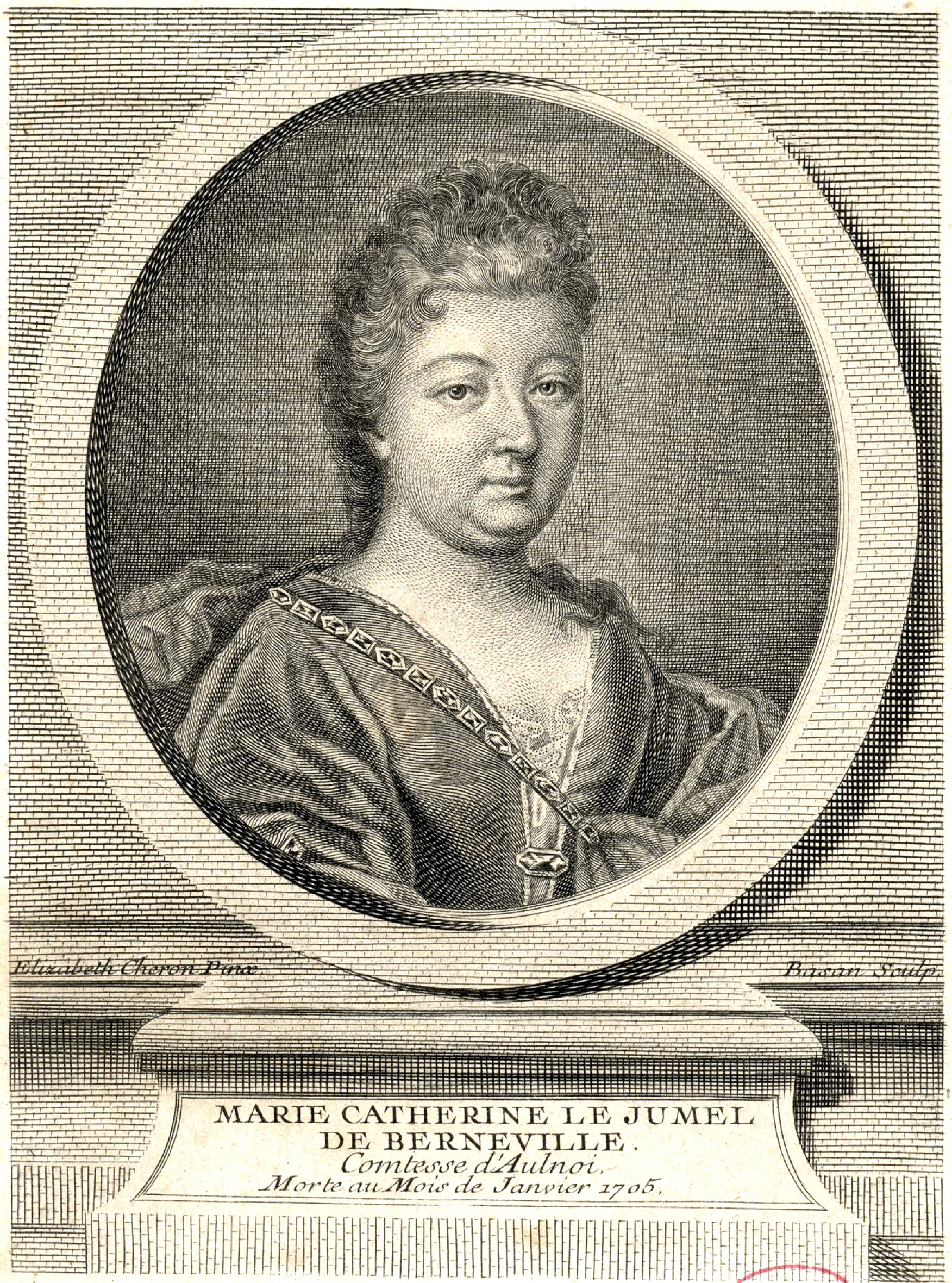
多尔诺瓦夫人

多尔诺瓦夫人（1650/1651年 - 1705年1月14日）  是一位法国童話作家。多尔诺瓦夫人一共出版了12本著作。童话一词就是由多尔诺瓦夫人發明。 另外在她的著作《机灵的桑德隆》里就有灰姑娘這一人物。